# Morte de uma Princesa
Morte de uma Princesa (em inglês: Death of a Princess) é um um filme britânico de 1980 do gênero docudrama produzido pela ITV em cooperação com a PBS. É baseado na história verdadeira da princesa Misha'al bint Fahd al Saud, uma jovem princesa saudita que foi executada junto com seu amante por adultério. A forma com que o filme descreveu as tradições da Arábia Saudita levou à oposição de sua transmissão por vários governos, sob a acusação de que o documentário prejudicava o comércio entre o Ocidente o Oriente Médio.

## Formato
O filme foi baseado em várias entrevistas conduzidas pelo jornalista indo-britânico Antony Thomas que, ao saber da história, ficou curioso sobre sua veracidade. Ele logo contactou várias pessoas no mundo árabe paras suas opiniões e percepções. Devido à natureza sincera e às vezes crítica das entrevistas, Thomas e a ITV decidiram não fazer do filme um documentário e sim dramatizar o registro com atores.
Thomas foi interpretado por Paul Freeman sob o pseudônimo de "Christopher Ryder". As identidades dos entrevistados foram obscurecidas e os atores escolhidos para interpretá-los foram escolhidos com base apenas em algumas características pessoais. A personagem de Elsa Gruber, interpretada por Judy Parfitt, foi baseada em Rosemarie Buschow, uma alemã que trabalhou para a família real saudita como babá. Houve, no entanto, uma exceção, uma família de árabes que interpretou a si mesmos. A Arábia Saudita foi chamada de "Arábia" no filme, enquanto a princesa nunca foi chamada pelo seu primeiro nome.
Morte de uma Princesa mostra a jornada de Thomas para descobrir o que aconteceu com a princesa Misha'al conforme ele vai descobrindo partes importantes da cultura muçulmana, descobrindo como os seguidores do islã lidam com questões do gênero, papéis sociais, sexualidade, política, mitos e identidade. Mais tarde ele explicou que reconstruiu apenas as cenas que tinha certeza que aconteceram, embora tivesse filmado cenas dos entrevistados lhe contando informações que não acredita que aconteceram.

## Controvérsia
Bem recebido pela crítica, o filme causou controvérsia quando foi transmitido pela ITV no Reino Unido em 9 de abril de 1980, provocando a ira do governo saudita. Apesar de ter resistido à pressão dos sauditas para não transmitir ao filme, a ITV concordou em incluir um comentário introdutório que dizia:
"O programa que você está prestes a ver é uma reconstrução dramatizada de certos eventos que ocorreram no mundo árabe entre 1976 e 1978. Fomos pedidos a salientar que a igualdade para todos perante a lei é uma garantia no mundo islâmico".

James Craig, o embaixador britânico em Riad foi expulso do país, restrições foram feitas à emissão de vistos para empresários britânicos e a Arábia Saudita, assim como o Líbano, baniu o Concorde da British Airways de seu espaço aéreo, tornando os voos entre Londres e Cingapura inviáveis. Inicialmente a imprensa britânica condenou a tentativa do governou saudita de censurar o filme, mas a partir do momento em que a balança comercial britânica começou a sentir um efeito negativo, a imprensa começou a questionar se valia a pena sacrificar tantas exportações por causa de um programa de televisão. O Secretário de Assuntos Externos Lord Carrington disse que achou o filme "profundamente ofensivo" e que "desejava que ele jamais tivesse sido transmitido", mas que "banir um filme, porque não gostamos dele ou até mesmo porque ele fere nossos amigos" não era uma opção para o governo do país.
De maneira semelhante, o governo dos Estados Unidos recebeu enorme pressão política da Arábia Saudita para censurar o filme. Em 8 de maio de 1980, a Mobil Oil comprou um anúncio de uma página inteira no The New York Times e outros grandes jornais do país condenando o filme, o qual descrevia como "um conto de fadas moderno". Trazia uma carta ao New Statesman assinada por  Penelope Mortimer que havia trabalhado no filme com Thomas e que dizia:
"Com a exceção de Barry Millner, que já havia vendido sua história para o  Daily Express, Rosemary [sic] Buschow e a família palestina em Beirute, toda entrevista e todo personagem no filme é fabricado. A "revelação" das vidas domésticas das princesas sauditas — caçando homens no desertos, passeando em boutiques — foi baseada inteiramente no depoimento de uma divorciada expatriada, assim como a história da princesa ver seu amante pela primeira vez na televisão saudita. Nenhum esforço real foi feito para verificar tais informações. Rumores e opiniões foram apresentados como fatos... a audiência, tolamente acreditando ser autênticos, será enganada."
Buschow avisou a Thomas que ele não deveria fazer o filme, e mais tarde disse à AP que Morte de uma Princesa trouxe apenas discórdia, acrescentando que "cada família tem sua ovelha negra, e essa é uma grande família de cerca de 5.000 pessoas".
Após alguma demora, o filme foi eventualmente transmitido pela PBS no programa World em boa parte dos Estados Unidos em 12 de maio de 1980, embora muitas afiliadas da PBS decidiram não transmiti-lo. Por exemplo, Morte de uma Princesa não foi transmitido na Carolina do Sul devido ao fato de que o então embaixador dos Estados Unidos na Arábia Saudita, John C. West, havia sido governador do estado.
Na Holanda, a NOS transmitiu o filme, apesar de considerável oposição do governo e do empresariado, enquanto na Suécia, os direitos de transmissão foram comprados por uma empresa privada, a Scanvideo, que decidiu não lançar o filme em vídeo devido às possíveis retaliações à economia sueca. Na Austrália, o filme foi exibido na Seven Network, embora o então primeiro-ministro Doug Anthony, denunciou Morte de uma Princesa como "altamente ofensivo à família real saudita".
Por ter interpretado Misha'al bint Fahd al Saud, a atriz egípcia Suzanne Abou Taleb, "foi colocada na lista negra dos produtores egípcios de cinema, teatro e televisão, que são dependentes do petrodólar saudita", segundo a revista People. A medida, no entanto, teve o efeito contrário, aumentando a popularidade dela, fazendo com que Suzanne se tornasse uma das atrizes mais famosas do Egito, sob o nome de Sawsan Badr. A performance de Paul Freeman como Christopher Ryder foi vista por Steven Spielberg, que notou seus olhos marcantes; isto fez com que o diretor lhe recrutasse como René Belloq em Raiders of the Lost Ark.
Em Covering Islam de Edward Said, ele discute o lançamento de Morte de uma Princesa e a resposta do governo saudita. Ele argumenta que embora os sauditas se opusessem à exibição do filme e tivessem usado de seu dinheiro para tentar coagir a PBS, eles não possuíam o capital cultural que o Ocidente possuía da representação dos muçulmanos na mídia. Naturalmente, os sauditas, se opunham ao filme devido a suas implicações para a corrupção da família real saudita, mas também porque ele reforçava as únicas imagens que os ocidentais entendem da sharia: a punição.
O filme nunca foi transmitido novamente no Reino Unido, embora um clipe dele tenha sido exibido no documentário da BBC Imagining the Truth de 2005. Houve uma exibição privada naquele mesmo ano na British Academy of Film and Television Arts. Em abril de 2005 foi exibido novamente nos Estados Unidos para comemorar seus 25 anos. Por causa de questões contratuais, não está disponível para exibição no site da PBS.

## Cultura popular
- Apesar de toda a controvérsia que causou, duas canções do filme, compostas pelo compositor grego Vangelis ("Pulstar" e "Alpha") foram usadas por muito tempo na televisão nacional saudita.
- O grupo de comédia britânico Not the Nine O'Clock News fez uma falsa desculpa para os sauditas na primeira faixa de seu álbum de comédia de 1980.
- O programa de comédia da BBC The Young Ones se referiu à crise diplomática, assim como um episódio de 1982 do programa Yes Minister da mesma emissora.